# René Maunier
René Maunier (Niort, 26 agosto 1887 – 1951) è stato un sociologo francese, specializzato in sociologia del diritto.
Dopo aver conseguito il dottorato nel 1909 a Parigi, René Maunier ha insegnato giurisprudenza a Il Cairo, dal 1911 al 1918, e in seguito anche a Bordeaux, Algeri e Parigi. La sua opera più significativa riguarda la sociologia coloniale (Sociologie coloniale).

## Opere
- Bibliographie économique, juridique et sociale de l'Égypte moderne, 1798-1916 (1918)
- Conférences 1931/ par H. Lévy-Bruhl, J. Escarra, G. Julien, R. Maunier; Faculté de droit de Paris, Salle de travail d'ethnologie juridique (1931)
- La construction collective de la maison en Kabylie (1926)
- Essais sur les groupements sociaux (1929)
- Loi française et coutume indigène en Algérie (1932)
- L'origine et la fonction économique des villes (1910)
- Recherches sur les échanges rituels en Afrique du Nord (1998)
- Sociologie coloniale (1932)